# Necrobiopsis

Necrobiopsis (лат.) — род мелких жуков из семейства темнотелки (Trogossitidae). .

## Распространение
Австралия (Тасмания) и Чили.

## Описание
Среднего размера жуки-темнотелки буроватого землистого цвета, длина от 3,0 до 4,5 мм. Форма тела выпуклая. Отличаются следующими признаками: пронотум поперечный; усики 8-члениковые, булава 1-члениковая (состоит из 3 слитых сегментов). Жвалы с 2 апикальными зубцами. Фронтоклипеальный шов развит. Тело покрыто ямками, бороздками и волосками. Переднеспинка сбоков с микрозазубринами. Биология неизвестна.

## Систематика
Род был впервые выделен в 1964 году английским энтомологом Роем Кроусоном (1914—1999). Валидный статус подтверждён в ходе ревизии семейства темнотелок, проведённой в 2013 году чешским колеоптерологом Иржи Колибачем (Jiří Kolibáč ; Moravian Museum, Department of Entomology, Брно, Чехия), род включён в трибу Egoliini (вместе с Acalanthis, Egolia, Calanthosoma и Paracalanthis) в составе подсемейства Trogossitinae.
- Necrobiopsis tasmanicus Crowson, 1964typus (Тасмания)
- Necrobiopsis shangrila Arias, Ślipiński, Lawrence & Elgueta, 2009 (Чили)